# Baliguian
Baliguian è una municipalità di terza classe delle Filippine, situata nella Provincia di Zamboanga del Norte, nella regione della Penisola di Zamboanga.
Baliguian è formata da 17 baranggay:
- Alegria
- Diangas
- Diculom
- Guimotan
- Kauswagan
- Kilalaban
- Linay
- Lumay
- Malinao
- Mamad
- Mamawan
- Milidan
- Nonoyan
- Poblacion
- San Jose
- Tamao
- Tan-awan